# Ulcera perforata

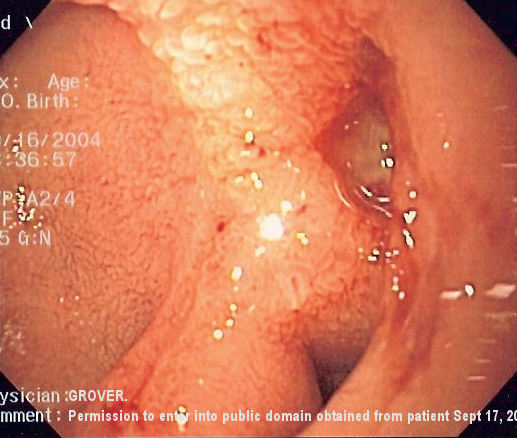
Immagine endoscopica di un'ulcera duodenale della parete posteriore, causa comune di un'emorragia gastrointestinale superiore, che può potenzialmente sfociare nella perforazione

Un'ulcera perforata è una condizione dove un'ulcera non trattata può provocare necrosi nella parete dello stomaco (o in altre aree del tratto gastrointestinale), permettendo ai succhi gastrici e al cibo di fuoriuscire nella cavità addominale. Il trattamento in genere richiede un intervento di chirurgia immediata. L'ulcera è inizialmente identificata come un'ulcera peptica prima che inizi a causare una necrosi dell'intero spessore dello stomaco o della parete duodenale. La diagnosi si compie tramite raggi X dell'addome eretto/torace (cercando la presenza di aria sotto il diaframma). Questa è una delle rare occasioni dei tempi moderni dove si ricorre alla chirurgia per il trattamento di un'ulcera. La causa di molte ulcere perforate è stata attribuita al batterio Helicobacter pylori. L'incidenza dell'ulcera perforata è in costante declino, tuttavia sono ancora riportati casi di occorrenza.
Le cause includono essere fumatori e l'utilizzo di antinfiammatori non steroidei. Un'ulcera perforata può essere inclusa in una perforazione stercorale che include un numero di differenti concause che risultano in una perforazione della parete intestinale.

## Vittime celebri
- Enrico II d'Inghilterra (1133-1189, età 56) aveva un'ulcera perforata e morì al Castello di Chinon in Francia il 6 luglio 1189.[4]
- Richard Pankhurst (1834–1897) aveva un'ulcera perforata e morì nel 1897.
- Thomas Preston (1860–1900) aveva un'ulcera perforata e morì nel 1900.[5]
- Rodolfo Valentino (1895–1926, età 31) aveva un'ulcera perforata e morì il 23 agosto 1926.
- Rudyard Kipling (1865–1936, età 70) morì di ulcera perforata al duodeno il 18 gennaio 1936.
- James Joyce (1882–1941, età 58) aveva un'ulcera perforata e morì il 13 gennaio 1941, a Zurigo.
- Charlie Parker (1920–1955, età 35) aveva un'ulcera perforata e morì il 12 marzo 1955.
- Albert Blithe (1923–1967, età 44) aveva un'ulcera perforata e morì il 17 dicembre 1967.
- Gene Vincent (1935–1971, età 36) aveva un'ulcera allo stomaco perforata e morì il 12 ottobre 1971.[6]
- J. R. R. Tolkien (1892–1973, età 81) aveva un'ulcera perforata e morì il 2 settembre 1973.
- Count Dante (1939-1975, età 36) morì a causa di un'ulcera emorragica, il 25 maggio 1975.
- Ian Hendry (1931—1984, età 53) morì di emorragia allo stomaco a Londra, a 53 anni di età.
- Gene Clark (1944-1991, età 46) aveva un'ulcera perforata e morì il 24 maggio 1991.
- Doug Hepburn (1926–2000, età 74) aveva un'ulcera perforata e morì il 22 novembre 2000.
- Philip Agee (1935–2008, età 72) aveva un'ulcera perforate e morì il 7 gennaio 2008.
- Barbara Bush (1925-2018) fu curata per un'ulcera perforata nel novembre 2008.[7]
- Tara Palmer-Tomkinson (1971 – 2017, età 45) aveva un'ulcera perforata e morì in data 8 febbraio 2017.
- Charles Bukowski (1920-1994) sopravvisse a un'ulcera perforata nel 1955.